# سهره‌های چابک
سِهره‌های چابُک (نام علمی: Loxops) نام یک سرده از زیرخانواده عسل‌کش هاوایی است.
نام علمی آن‌ها از یونانی گرفته شده و به معنی «دارای چهره نوک‌ضربدری» است.